# Ruby Hill (Nevada)
Ruby Hill est une ville fantôme du comté d'Eureka dans l'État du Nevada aux États-Unis. Elle est située à environ 4,2 km à l'ouest de la ville d'Eureka. En 1910, la ville est détruite par une puissante tempête qui emporte le chemin de fer et les bâtiments rendant la ville inhabitable.

## Source de la traduction
- (en) Cet article est partiellement ou en totalité issu de l’article de Wikipédia en anglais intitulé « Ruby Hill, Nevada » (voir la liste des auteurs).